# شهرستان اوکلاند (میشیگان)
شهرستان اوکلاند، میشیگان (به انگلیسی: Oakland County, Michigan) یک سکونتگاه مسکونی در ایالات متحده آمریکا است که در میشیگان واقع شده‌است.